# Rhys Britton
Rhys Britton (* 13. Mai 1999 in Pontypridd) ist ein britischer Radrennfahrer aus Wales.

## Sportlicher Werdegang
2016 wurde Rhys Britton mit Matthew Walls Junioren-Europameister im Zweier-Mannschaftsfahren, bei den Junioren-Weltmeisterschaften errang er Bronze mit dem Vierer in der Mannschaftsverfolgung. Bei den Junioren-Europameisterschaften 2017 errang er drei Medaillen. Im selben Jahr wurde er mit Jake Stewart britischer Meister im Zweier-Mannschaftsfahren, 2018 in der Mannschaftsverfolgung und 2019 in Punktefahren und Scratch.
2018 startete Britton für Wales bei den Commonwealth Games im australischen Gold Coast. Mit ihm belegte der Vierer Platz vier in der Mannschaftsverfolgung, und er wurde 14. im Scratch.
Bei den U23-Europameisterschaften 2021 in Apeldoorn errang er mit William Tidball den Titel im Zweier-Mannschaftsfahren sowie mit William Tidball, Max Rushby und Alfred George in der Mannschaftsverfolgung. Kurz darauf belegte er bei Europameisterschaften in Grenchen mit Oliver Wood, William Tidball und Charlie Tanfield in der Mannschaftsverfolgung Platz drei. 2022 gewann er beim Lauf des Nations’ Cup in Milton den Scratch-Wettbewerb.

## Erfolge
2016
- Junioren-Europameister - Zweier-Mannschaftsfahren (mit Matthew Walls)
- Junioren-Weltmeisterschaft - Mannschaftsverfolgung (mit Matthew Walls, Reece Wood und Ethan Hayter)

2017
- Junioren-Europameisterschaft - Mannschaftsverfolgung (mit Fred Wright, Jake Stewart und Joseph Nally)
- Junioren-Europameisterschaft - Einerverfolgung, Zweier-Mannschaftsfahren (mit Jake Stewart)
- Britischer Meister - Zweier-Mannschaftsfahren (mit Jake Stewart)

2018
- Britischer Meister - Mannschaftsverfolgung (mit Ethan Hayter, Jake Stewart, Matthew Walls und Fred Wright)

2019
- Britischer Meister - Punktefahren, Zweier-Mannschaftsfahren (mit Fred Wright)

2020
- Britischer Meister - Scratch, Punktefahren

2021
- U23-Europameister - Zweier-Mannschaftsfahren (mit William Tidball)
- U23-Europameisterschaft - Mannschaftsverfolgung (mit William Tidball, Max Rushby und Alfred George)
- Europameisterschaft - Mannschaftsverfolgung (mit Oliver Wood, William Tidball und Charlie Tanfield)
- Weltmeisterschaft – Scratch

2022
- Nations’ Cup in Milton - Scratch
- Europameisterschaft - Mannschaftsverfolgung (mit Charlie Tanfield, Kian Emadi, Oliver Wood, William Tidball)
- Britischer Meister – Mannschaftsverfolgung (mit Harvey McNaughton, Joe Holt, William Roberts und Joshua Tarling)

2023
- Britischer Meister - Omnium

2024
- Nations Cup in Adelaide – Mannschaftsverfolgung (mit Joshua Tarling, William Tidball, Charlie Tanfield und Josh Charlton)
- Weltmeisterschaft – Mannschaftsverfolgung (mit Josh Charlton, Charlie Tanfield, Oliver Wood und Ethan Hayter)

2025
- Europameisterschaft – Mannschaftsverfolgung (mit Josh Charlton, Michael Gill, Noah Hobbs und William Tidball)